# Nagravision
Nagravision è una compagnia del gruppo Kudelski che sviluppa sistemi di accesso condizionato per TV via cavo, via satellite e digitale terrestre. Il nome è inoltre utilizzato per indicare l'omonimo sistema di codifica.

## Sistema di codifica digitale
La piattaforma digitale terrestre Mediaset Premium trasmetteva fin dal suo lancio, con il sistema d'accesso condizionato Nagravision, versione 3, nome in codice Tiger.
Lo stesso sistema di codifica è inoltre utilizzato in Italia per la piattaforma satellitare free to view Tivùsat. La smart card per la ricezione dei contenuti è disponibile in tutti i decoder e le CAM certificate Tivùsat.
Dal 5 giugno 2018 anche Sky, attraverso l'infrastruttura di Mediaset Premium, trasmette, sulla piattaforma digitale terrestre, i propri contenuti codificati con il sistema d'accesso condizionato Nagravision.

## Sistema di codifica analogica
Il sistema Nagravision analogico è stato usato negli anni '90 per i programmi criptati della televisione analogica satellitare, per esempio dalla tedesca Premiere. In questo sistema, 32 linee del segnale PAL TV sono temporaneamente immagazzinate nell'encoder e nel decoder, e lette in ordine convertito sotto il controllo di un generatore di numeri pseudo-casuali. All'interno di una smart card (confezionata in forma di chiave) un microcontroller decritta i dati trasmessi durante gli intervalli senza immagini del segnale TV, derivandone il seme necessario per generare i numeri casuali. Il sistema permette anche di distorcere il segnale audio invertendone lo spettro alla frequenza 12.5 kHz grazie a un mixer.
Come la maggior parte dei sistemi di accesso condizionato basati su smart card, le smart card usate con il sistema analogico Nagravision sono state più volte prese in esame dagli hacker, e il fatto ha permesso la produzione di card clonate e ricevitori modificati. Il sistema analogico Nagravision è stato il primo sistema crittato di largo uso ad essere stato violato con un metodo a forza bruta che ha reso impossibile "salvare" il sistema: gli hacker infatti non intervenivano modificando le smart card, ma le eliminavano completamente. La debolezza del sistema risiede nel seme del generatore di numeri casuali, lungo solo 15 bit. Già alla fine degli anni '90 anche computer a basso costo erano abbastanza potenti da poter vagliare in tempo reale tutte le 215 = 32768 permutazioni possibili di linee video per ogni fotogramma. Un decoder software può quindi leggere l'immagine da un frame grabber, trovare la permutazione che rendeva più simili le linee adiacenti dell'immagine, e visualizzare il risultato. La distorsione del segnale audio non è un processo controllato crittograficamente e può facilmente venire utilizzato lo stesso mixer usato per la distorsione.